# Forest Silence
Forest Silence je maďarská black metalová kapela s prvky ambientu založená v roce 1996 ve městě Szombathely původně jako jednočlenný projekt hudebníkem s pseudonymem Winter známým mj. z působení v kapele Sear Bliss.
První demo The Third Winter vyšlo v roce 1997, první studiové album s názvem Philosophy of Winter v roce 2006. Zajímavostí je, že každá z nahrávek obsahuje v názvu anglické slovo Winter (zima).

## Diskografie
Dema
- The Third Winter (1997)
- Winter Circle (2000)
- The Eternal Winter (2002)

Studiová alba
- Philosophy of Winter (2006)

EP
- Winter Ritual (2010)

Kompilační alba
- The Third Winter / Winter Circle (2013)